# エポック社
株式会社エポック社（エポックしゃ、英: EPOCH COMPANY, LTD.）は、東京都台東区に本社を置く日本の玩具メーカー。1958年（昭和33年）創業。

## 事業概要
野球盤などボードゲームのメーカーとして知られている、中堅の玩具製造販売会社。
テレビCM第一号タレントは、当時読売巨人軍の主力打者だった長嶋茂雄だった。また喜劇俳優の大村崑がCMキャラクターを務めた時代もあった。
ヨーロッパのドールハウスを参考にして現代風にアレンジした女の子向けの「シルバニアファミリー」が、同社初の女玩でヒット商品である。
他に、トレーディングカードやカプセルトイ、ジグソーパズルも、この会社の主力商品になっている。ジグソーパズルは現在1ピースの大きさが約半分の「パズルの達人」シリーズを展開し、上級者向けにアピールし、ヒット商品になった。かつては、家庭用テレビゲーム機カセットビジョン、ゲームポケコンを開発、発売していた。また、Atari 2600の輸入販売も行われていた。
ドラえもんのメインスポンサーを第2作1期時代から永きに亘り務めていることでも知られ、かつてはテレビゲーム用ソフトを多く制作していた。

## 沿革
- 1958年（昭和33年）5月 : 前田竹虎（初代社長）を含む3名の出資によって設立。設立時の資本金は100万円。野球盤を発売。
- 1960年（昭和35年）: エポック工業を栃木県下都賀郡壬生町「おもちゃのまち」に竣工、稼働[要出典]。
- 1967年（昭和42年）: 魚雷戦ゲームを発売。
- 1969年（昭和44年）: 年商20億円を達成[2]。
- 1975年（昭和50年）: 日本初の家庭用テレビゲーム機「テレビテニス」を発売。
- 1980年（昭和55年）: テレビベーダーを発売。メカノを真似た玩具デルタックスを発売。
- 1981年（昭和56年）: カセットビジョン、ワールドウォーゲームシリーズを発売。
- 1983年（昭和58年）: 松本光男が2代目社長に、前田竹虎が会長に就任。カセットビジョンJr.を発売。
- 1984年（昭和59年）: スーパーカセットビジョンを発売。
- 1985年（昭和60年）: 同社初の女児向け玩具シルバニアファミリーと、ゲームポケコンを発売。エポック社から日本玩具に出向していた浮洲博（元.エポック社取締役）を呼び戻し3代目社長に就任。
- 1989年（昭和64年/平成元年）: ファミコン野球盤でソフトメーカーとしてファミリーコンピュータへ参入。
- 1991年（平成3年）: バーコードバトラーを発売。
- 1995年（平成7年）: 前田道裕（創業者の長男）が4代目社長に就任（現社長）。本社のロゴがリニューアル。
- 1996年（平成8年）: MTECHを発売。
- 1997年（平成9年）: 創業者の前田竹虎が死去。日本玩具協会が最高功労栄誉賞を贈る。
- 2001年（平成13年）: ミニモータートレインを発売。
- 2002年（平成14年）: モンスターメーカーのトレーディングカードゲーム「MMTCGリザレクション」を発売。
- 2005年（平成17年）: ドラえもんのトレーディングカードゲーム「ドラベンチャー」を発売。
- 2006年（平成18年）: ドラえもんのひみつ道具を現実化した「ひみつ道具空気砲」を発売。
- 2008年（平成20年）: 50周年を迎える。
- 2015年（平成27年）: シルバニアファミリー誕生30周年。同社初の新機能を搭載した「野球盤3D」を発売。
- 2018年（平成30年）: 60周年を迎える。財務体質改善と会計スピード化を目的として関連会社の財務状況把握と取引先状況を一元化した統合会計システムを新規導入。

## かつて発売されていた商品

### ゲーム機
テレビゲーム機
- カセットTVゲーム（アタリからの輸入販売）
- カセットビジョン
- スーパーカセットビジョン
- カセットビジョンJr.
- テレビベーダー
- テレビ野球ゲーム
- テレビブロック
- テレビテニス

携帯用ゲーム機
- ポケットデジコムシリーズ
- ゲームポケコン
- バーコードバトラー
- EL-SPIRITSシリーズ

### エポックまんがゲームシリーズ
「マンガ家がデザインした本棚に収まるサイズのボードゲーム」をコンセプトに1977年から1980年までシリーズ化。当初は「マンガ家が考えた」を売りにしており、その内容も「矢口高雄→釣りキチ三平→釣りゲーム」という分かりやすいのもあれば、「石森章太郎→多羅尾伴内（漫画を執筆した事がある）→モンタージュゲーム」という分かりづらいのもあった。そこで「楳図かずおのまことちゃんゲーム」からはキャラクター路線製品を平行発売、また「ミッキーマウスの大冒険ゲーム」は唯一のディズニーアニメからの登場となった。
パッケージは当初黒を主体とし、上部のフック掛け部分に製品名を記載していたが、「赤塚不二夫の駅前タクシーゲーム」からパッケージ正面に製品名、フック掛け部には「まんがゲーム」をそれぞれ記載、そしてパッケージは回替わりの配色となった。
1. 矢口高雄の釣りゲーム
2. 横山光輝の競馬ゲーム
3. 永井豪のサッカーゲーム
4. 藤子不二雄のゴルフゲーム
5. 川崎のぼるの相撲ゲーム
6. ちばてつやの野球ゲーム
7. 望月三起也のサーキットゲーム
8. 石森章太郎のモンタージュゲーム
9. 赤塚不二夫の駅前タクシーゲーム
10. さいとう・たかをのスパイ暗号解読ゲーム
11. 水森亜土のまいごのペットゲーム
12. 里中満智子の舞踏会ゲーム
13. 吉田まゆみのるんるん学園ゲーム
14. 楳図かずおのまことちゃんゲーム
15. 山上たつひこのがきデカゲーム
16. 水島新司の香川対ドカベンゲーム
17. 大和和紀のスチュワーデスゲーム
18. 手塚治虫のSF未来世界ゲーム
19. 鴨川つばめのマカロニほうれん荘ゲーム
20. 板本こうこのビバ！！クラブ活動ゲーム
21. ミッキーマウスの大冒険ゲーム
22. 望月あきらのゆうひが丘の総理大臣ゲーム
23. 庄司陽子の生徒諸君!ゲーム
24. 柳沢きみおの青春カップルゲーム
25. 本宮ひろ志のさわやか万太郎ゲーム
26. 横田幸子の占い相性診断ゲーム
27. 永井豪の凄ノ王超能力ゲーム

### ワールドウォーゲームシリーズ
鈴木銀一郎・黒田幸弘のレックカンパニーがゲームデザインを行いエポック社が1981年から1990年ごろまで30作品を販売した ウォー・シミュレーションゲーム。生産終了後は国際通信社「コマンドマガジン日本版」の付録ゲームとして再録されたが、その後2009年からは鈴木銀一郎の協力により同社から2009年から一部ラインナップが「ジャパンウォーゲームクラシック」のシリーズ名で改訂再版されている。
- 独ソ電撃戦
- 日露戦争
- 砂漠の狐
- バルジ大作戦
- 関ヶ原
- 史上最大の作戦
- ドイツ戦車軍団[3]
- 日本機動部隊[4]
- スターリングラード
- 装甲擲弾兵（1983年）
- 戦国大名
- マレー電撃戦
- 朝鮮戦争[注 1]
- 東部戦線（装甲擲弾兵II）
- 孫子
- バトル オブ ブリテン
- シミュレーション入門1
- 失われた勝利
- 三国志演義
- 大空のサムライ
- 三国志演義エキスパンションキット
- 武田騎馬軍団
- 神々の戦い
- 騎士十字章
- 銀河帝国の興亡
- ルール・ザ・ワールド
- 戦国大名エキスパンションキット
- 魔法帝国の興亡
- 三国志演義II
- シミュレーション入門 2

### シミュレーションゲームシリーズ
- 超人ロック
- パワーベースボール
- パワーベースボールエキスパンションキット

### EWEシリーズ（エポック　ウォーゲーム　エレクトロニクス）
ワールドウォーゲームシリーズの購買層よりも低年齢層を狙ったエポック社の開発チームが担当した電子仕掛け満載のウォー・シミュレーションゲーム。全12作。
- 日本海大海戦
- バルジ大作戦
- 決戦関ヶ原
- 英国の戦い
- 川中島合戦
- 史上最大の作戦
- 大阪夏の陣
- ミッドウェー沖海戦
- 織田鉄砲隊
- 真珠湾攻撃
- 決戦壇の浦
- ロンメル戦車軍団

### プレイヤング シリーズ
1980年に発売
- No.1 ダービー予想ゲーム（オリジナルゲーム：ルーズユアシャツ）
- No.2 探偵学入門ゲーム（オリジナルゲーム：クルード）
- No.3 大競り市ゲーム（オリジナルゲーム：マスターピース）
- No.4 特急大百科ゲーム
- No.5 金メダル争奪ゲーム
- No.6 株式売買ゲーム（オリジナルゲーム：ベイゼンシュピール）

### ブックゲーム シリーズ
1980年頃からシリーズ化
- No.01.ドライブテクニック
- No.01A.棋碁
- No.02.占いコンピューター
- No.02A.星座占い
- No.03.スピンボール
- No.03A.雀カード
- No.04.バックギャモン
- No.05.スロットマシン
- No.05A実戦ゴルフ
- No.06.ベストカップル
- No.06A.カジノダイス
- No.07.ルーレット
- No.08.ベースボール
- No.09.マグネット将棋王将
- No.10.カーレースF-1マシン
- No.10.マグネットリバーシ
- No.11.ジャイアンツ野球カード
- No.11.Ｊリーグスーパーサッカー
- No.12.ダービーレース
- No.13.ドミノ
- No.14.新巨人の星野球カード
- No.14A.ヘックス
- No.15.ブラックジャック
- No.16.アメリカンフットボール
- No.16A.デスティネーション
- No.17.マグネット囲碁
- No.18.宇宙ゲーム空とぶ円盤
- No.19.マグネットチェス
- No.20.アセリチック
- No.21.マグネットダイヤ
- No.22.中国象棋
- No.23.ナイルギャモン
- No.24.ジャンダイス
- No.25.立体四目ならべ

### ドラゴンボール シリーズ
- スーパー如意棒（1986年）
- ドラゴンボール 悟空よ!7つの龍球を探せ!（1986年）
- ドラゴンボール ファイティングヒーロー 天下一武道会之巻（1986年）
- ドラゴンボール 熱血 天下一武道会（1986年）
- ドラゴンボール マッスルタワーの闘い（1986年）
- ドラゴンボール マッスルタワーの闘い 1、2階 悟空対下士官（1986年）
- ドラゴンボール マッスルタワーの闘い 3階 悟空対メタリック軍曹（1986年）
- ドラゴンボール マッスルタワーの闘い 4階 悟空対ムラサキ曹長（1986年）
- ドラゴンボール マッスルタワーの闘い 5階 悟空対ブヨン（1986年）
- ドラゴンボール マッスルタワーの闘い 最上階 悟空対ホワイト将軍（1986年）
- ドラゴンボール マッスルタワーの闘いDX（1987年）
- ドラゴンボール 悟空の西の都は大騒ぎの巻（1987年）
- 悟空のドラゴンボール探しゲーム（1987年）

### ゲームソフト
カセットビジョン、スーパーカセットビジョン、ゲームポケコンについては、それぞれの項を参照。
- ファミリーコンピュータ
  - ファミコン野球盤
  - キテレツ大百科
  - ドラえもん ギガゾンビの逆襲
  - 迷宮の達人大迷路
  - パラソルヘンベえ おとぎの国は大さわぎ!
- ゲームボーイ
  - 爆裂戦士ウォーリア
  - ドラゴンスレイヤーI
  - パラソルへんべえ 虹の大冒険
  - ドラえもん 対決ひみつ道具!!
  - ドラゴンスレイヤー外伝 眠りの王冠
  - パネルの忍者ケサマル －サラ姫お助け申す!の巻－
  - ドラえもん2 アニマル惑星伝説
  - ドラえもんカート
  - ドラえもんのGAMEBOYであそぼうよデラックス10
- スーパーファミコン
  - ちびまる子ちゃん「はりきり365日」の巻
  - ドラゴンスレイヤー英雄伝説
  - ロードモナーク
  - ドラえもん のび太と妖精の国
  - バーコードバトラー戦記 スーパー戦士出動せよ!
  - ドラゴンスレイヤー英雄伝説II
  - はた山ハッチのパロ野球ニュース!実名版
  - ドラえもん2 のび太のトイズランド大冒険
  - Jリーグエキサイトステージ'94
  - ドラえもん3 のび太と時の宝玉
  - ルパン三世 伝説の秘宝を追え!
  - スパイダーマン リーサルフォーズ
  - Jリーグ エキサイトステージ'95
  - ドナルドダックの魔法のぼうし
  - アリスのペイントアドベンチャー
  - セント・アンドリュース〜栄光と歴史のオールドコース〜
  - ドラえもん4 のび太と月の王国
  - Jリーグ エキサイトステージ'96
- プレイステーション
  - ドラえもん のび太と復活の星
  - ドラえもん2 SOS!おとぎの国
  - 名車列伝Greatest'70s
  - リングライズ
  - インターナショナルサッカーエキサイトステージ2000
  - ドラえもん3 魔界のダンジョン
- セガサターン
  - ドラえもん のび太と復活の星
- NINTENDO 64
  - ドラえもん のび太と3つの精霊石
  - ドラえもん2 のび太と光の神殿
  - ガントレットレジェンド
  - ドラえもん3 のび太の町SOS!
- ゲームボーイカラー
  - おはスタ やまちゃん&レイモンド
  - ドラえもんカート2
  - ゴルフDEおはスタ
  - ドラえもん あるけあるけラビリンス
  - JリーグエキサイトステージGB
  - シルバニアファミリー 〜おとぎの国のペンダント〜
  - R・TYPE DX
  - ドラえもんメモリーズ のび太の想い出大冒険
  - 野球シミュレーション ポケットプロ野球
  - シルバニアメロディー 〜森のなかまと踊りましょ〜
  - マクロス7 －銀河のハートを奮わせろ!!－
  - シルバニアファミリー2 〜色づく森のファンタジー〜
  - ドラえもん きみとペットの物語
  - Jリーグエキサイトステージ タクティクス
  - ちびまる子ちゃん ご町内 みんなでゲームだよ！
  - シルバニアファミリー3 〜星ふる夜のすなどけい〜
- ゲームボーイアドバンス
  - ドラえもん 緑の惑星 ドキドキ大救出!
  - ダイヤドロイドワールド －イービル帝国の野望－
  - 機動天使エンジェリックレイヤー みさきと夢の天使達
  - ドラえもん どこでもウォーカー
  - シルバニアファミリー4 めぐる季節のタペストリー
  - マジャイネーション
  - シルバニアファミリー 妖精のステッキとふしぎの木 マロンイヌの女の子
  - シルバニアファミリー ファッションデザイナーになりたい! くるみリスの女の子
- ニンテンドー ゲームキューブ
  - ドラえもん みんなで遊ぼう!ミニドランド

## 提供番組
- まんが日本昔ばなし（毎日放送） - 第1期（テレビ朝日系列）のみ。
- ドラえもん（テレビ朝日系列）
第1期初期からのスポンサーである。
- THE突破ファイル（日本テレビ系列）
- ゲームセンターあらし（日本テレビ系列）
このため、全26話と放送当時の子供向けアニメとしては短めながら『パクパクマン』など、同社製の電子ゲームが画面のみではあるが、アニメオリジナル設定として複数話に渡って使用されていた。
- ドラゴンボール（フジテレビ系列）
初期(レッドリボン軍編まで)のスポンサー。
- とっとこハム太郎シリーズ（テレビ東京系列）
ハム太郎シリーズの玩具も発売していた。
- アニメロビー（テレビ大阪製作・テレビ東京系列）
『ロビーとケロビー』のパートより。玩具化もされていた。